# 善福寺 (浦安市)
善福寺（ぜんぷくじ）は、千葉県浦安市にある新義真言宗の寺院。

## 歴史
1656年（明暦2年）、栄祐によって開山された。その後、1822年（文政5年）に栄澄によって中興された。
往時は境内とは別個に寺有地として1町2反9畝23歩（約130アール）の田圃があったが、農地改革で没収されてしまった。

## 文化財
- 宝篋印塔（浦安市指定有形文化財 昭和61年11月20日指定）[2]

## 交通アクセス
- 浦安駅より徒歩11分。